# Campeonato Mundial de Fórmula 1 de 2010
O Campeonato Mundial de Fórmula 1 de 2010 foi a 61° temporada de Fórmula 1, que é reconhecido pela Federação Internacional de Automobilismo (FIA), o órgão regulador do automobilismo internacional, como a mais alta categoria de competição para carros de corrida monopostos. Até a última corrida, havia quatro pilotos com chances de título: Sebastian Vettel, Fernando Alonso, Mark Webber e Lewis Hamilton. O campeão foi o alemão Sebastian Vettel, da Red Bull, e o vice-campeão o espanhol Fernando Alonso, da Ferrari. Pelo mundial de construtores a campeã foi a Red Bull, sendo a vice campeã, a Mclaren.
Entre as novas mudanças de regulamento, estão o fim do reabastecimento, o aumento do número máximo de carros inscritos (de 20 para 24), a ajuda da Formula One Management para novas equipes, o aumento do peso mínimo dos carros (605 para 620 kg), e alterações na utilização dos pneus. Este foi o último ano do uso do difusor duplo utilizado primeiramente em 2009 (banido a partir de 2011). A temporada marcou ainda a despedida da fornecedora de pneus Bridgestone da categoria, já que a partir de 2011 a Pirelli passou a ser a fornecedora oficial da Fórmula 1.

## Equipes e pilotos
| Campeão          | Vice-Campeão    | 3º Lugar         |
| ---------------- | --------------- | ---------------- |
|                  |                 |                  |
| Sebastian Vettel | Fernando Alonso | Mark Webber      |
| Red Bull-Renault | Ferrari         | Red Bull-Renault |

Equipes e pilotos que competiram em 2010.
| Equipe                                | Construtor           | Chassis | Motor    | Pneu | N° | Pilotos            | Siglas | Pilotos de reserva e/ou teste               |
| ------------------------------------- | -------------------- | ------- | -------- | ---- | -- | ------------------ | ------ | ------------------------------------------- |
| Vodafone McLaren Mercedes             | McLaren-Mercedes     | MP4-25  | Mercedes | B    | 1  | Jenson Button      | BUT    | Gary Paffett                                |
| Vodafone McLaren Mercedes             | McLaren-Mercedes     | MP4-25  | Mercedes | B    | 2  | Lewis Hamilton     | HAM    | Gary Paffett                                |
| Mercedes GP Petronas Formula One Team | Mercedes             | W01     | Mercedes | B    | 3  | Michael Schumacher | MSC    | Nick Heidfeld                               |
| Mercedes GP Petronas Formula One Team | Mercedes             | W01     | Mercedes | B    | 4  | Nico Rosberg       | ROS    | Nick Heidfeld                               |
| Red Bull Racing                       | Red Bull-Renault     | RB6     | Renault  | B    | 5  | Sebastian Vettel   | VET    | Daniel Ricciardo Brendon Hartley            |
| Red Bull Racing                       | Red Bull-Renault     | RB6     | Renault  | B    | 6  | Mark Webber        | WEB    | Daniel Ricciardo Brendon Hartley            |
| Scuderia Ferrari Marlboro             | Ferrari              | F10     | Ferrari  | B    | 7  | Felipe Massa       | MAS    | Giancarlo Fisichella Luca Badoer Marc Gené  |
| Scuderia Ferrari Marlboro             | Ferrari              | F10     | Ferrari  | B    | 8  | Fernando Alonso    | ALO    | Giancarlo Fisichella Luca Badoer Marc Gené  |
| AT&T Williams                         | Williams-Cosworth    | FW32    | Cosworth | B    | 9  | Rubens Barrichello | BAR    | Valtteri Bottas                             |
| AT&T Williams                         | Williams-Cosworth    | FW32    | Cosworth | B    | 10 | Nico Hülkenberg    | HUL    | Valtteri Bottas                             |
| Renault F1 Team                       | Renault              | R30     | Renault  | B    | 11 | Robert Kubica      | KUB    | Ho-Pin Tung Jérôme d'Ambrosio Jan Charouz   |
| Renault F1 Team                       | Renault              | R30     | Renault  | B    | 12 | Vitaly Petrov      | PET    | Ho-Pin Tung Jérôme d'Ambrosio Jan Charouz   |
| Force India F1 Team                   | Force India-Mercedes | VJM03   | Mercedes | B    | 14 | Adrian Sutil       | SUT    | Paul di Resta                               |
| Force India F1 Team                   | Force India-Mercedes | VJM03   | Mercedes | B    | 15 | Vitantonio Liuzzi  | LIU    | Paul di Resta                               |
| Scuderia Toro Rosso                   | Toro Rosso-Ferrari   | STR5    | Ferrari  | B    | 16 | Sébastien Buemi    | BUE    | Daniel Ricciardo Brendon Hartley            |
| Scuderia Toro Rosso                   | Toro Rosso-Ferrari   | STR5    | Ferrari  | B    | 17 | Jaime Alguersuari  | ALG    | Daniel Ricciardo Brendon Hartley            |
| Lotus Racing                          | Lotus-Cosworth       | T127    | Cosworth | B    | 18 | Jarno Trulli       | TRU    | Fairuz Fauzy                                |
| Lotus Racing                          | Lotus-Cosworth       | T127    | Cosworth | B    | 19 | Heikki Kovalainen  | KOV    | Fairuz Fauzy                                |
| HRT F1 Team1                          | HRT-Cosworth         | F110    | Cosworth | B    | 20 | Karun Chandhok4    | CHD    | Sakon Yamamoto Christian Klien              |
| HRT F1 Team1                          | HRT-Cosworth         | F110    | Cosworth | B    | 20 | Sakon Yamamoto4    | YAM    | Sakon Yamamoto Christian Klien              |
| HRT F1 Team1                          | HRT-Cosworth         | F110    | Cosworth | B    | 20 | Christian Klien    | KLI    | Sakon Yamamoto Christian Klien              |
| HRT F1 Team1                          | HRT-Cosworth         | F110    | Cosworth | B    | 21 | Bruno Senna        | SEN    | Sakon Yamamoto Christian Klien              |
| BMW Sauber F1 Team                    | BMW Sauber-Ferrari   | C29     | Ferrari  | B    | 22 | Pedro de la Rosa   | DLR    | Esteban Gutierrez                           |
| BMW Sauber F1 Team                    | BMW Sauber-Ferrari   | C29     | Ferrari  | B    | 22 | Nick Heidfeld      | HEI    | Esteban Gutierrez                           |
| BMW Sauber F1 Team                    | BMW Sauber-Ferrari   | C29     | Ferrari  | B    | 23 | Kamui Kobayashi    | KOB    | Esteban Gutierrez                           |
| Virgin Racing                         | Virgin-Cosworth      | VR-01   | Cosworth | B    | 24 | Timo Glock         | GLO    | Luiz Razia Andy Soucek2 3 Jérôme d'Ambrosio |
| Virgin Racing                         | Virgin-Cosworth      | VR-01   | Cosworth | B    | 25 | Lucas Di Grassi    | DIG    | Luiz Razia Andy Soucek2 3 Jérôme d'Ambrosio |

↑1  A equipe inicialmente inscrita sob o nome de Campos Meta 1 teve seu nome alterado para Hispania Racing Team após José Ramón Carabante ter comprado a equipe de Adrian Campos. No entanto, a FIA vetou a mudança e a equipe foi inscrita no campeonato apenas como HRT F1 Team.
↑2  Álvaro Parente foi inicialmente confirmado como piloto de testes e de reserva da Virgin Racing, mas devido ao incumprimento de um acordo de patrocínio ao piloto por parte do Instituto do Turismo de Portugal, Álvaro Parente acabou por não ficar na equipa. O piloto foi então substituído por Andy Soucek.
↑3  Andy Soucek, que era piloto de testes da Virgin, deixou a função pelo fato de não ter feito ensaios com o modelo VR-01 nesta temporada. O contrato do espanhol com a equipe estipulava uma quantidade mínima de testes portanto seu contrato foi rompido.
↑4  O japonês Sakon Yamamoto no meio da temporada assinou contratro para correr como titular pela equipe Hispania até o GP do Brasil. O acerto foi fechado por quatro milhões de euros, porque Karun Chandhok não pareceu interessado em investir mais dinheiro para a equipe.

### Novas equipes
O orçamento da PAC proposto pela FIA foi parcialmente destinado a ajudar novas equipes que desejam ingressar no esporte. A FIA também aumentou o número máximo de participantes para 13 equipes. As inscrições para o campeonato 2010 foram apresentadas em 29 de Maio de 2009.
Uma série de novas equipas apresentaram inscrições para o campeonato 2010:
- Brabham - A empresa alemã Formtech, liderada por Franz Hilmer, adquiriu os direitos para a Brabham Grand Prix de nome e tenham apresentado uma entrada para a temporada 2010 de Fórmula 1. A Formtech já tinha adquirido os direitos da Super Aguri F1, em Junho de 2008, após a falência da equipe, em Maio de 2008. De acordo com os relatórios anteriores da Force India, o diretor Colin Kolles (ex-Spyker e Force India) também está envolvido no projeto. O fundador da equipe, Jack Brabham não foi consultado sobre o uso do nome, e a família Brabham, pode entrar com uma ação judicial por usar o nome Brabham.

- Hispania Racing Team - O ex-piloto Adrián Campos apresentou uma entrada para sua equipe em conjunto com a Meta Image. Em fevereiro de 2010 a equipe foi comprada pelo empresário espanhol José Ramón Carabante, dono da empresa Meta Image, e o nome da equipe mudou para Hispania Racing Team

- Epsilon Euskadi - Equipe de categorias como as 24 Horas de Le Mans, criada pelo antigo empregado da extinta Benetton Formula, Joan Villadelprat.

- Lola Racing Cars - A British Racing Lola Cars, que tem estado envolvido na Fórmula 1 várias vezes em sua história, foi confirmado que ela apresentou uma entrada para o campeonato de 2010.

- March Engineering - A equipe, que chegou a ser inscrita para a Temporada de Fórmula 1 de 1993, acabou falindo antes desta começar. Tentou sua inscrição, mas não teve êxito.

- Prodrive F1 - A Aston Martin e o presidente e fundador da Prodrive, David Richards, anunciaram a candidatura para entrar na Fórmula 1 com o apoio do teto financeiro. O grupo tentou ingressar na F1 em 2008, mas uma polêmica sepultou seus planos.

- Stefan GP - Foi uma das candidatas a entrar na F1 em 2010 no processo aberto pela FIA em 2009. Criada pelo sérvio Zoran Stefanovic, a equipe não foi capaz de assegurar vaga na Fórmula 1, mas manteve a esperança de estar presente na temporada de 2010, por ter apoio técnico da ex-equipe de F1 Toyota e pelo fato das equipes a Campos Meta 1 (atual Hispania Racing Team) e a USF1 passarem por dificuldades em assegurar meios para competir. A equipe enviou material para o Barém, para competir logo no Grande Prêmio do Barém e marcou testes no Autódromo Internacional do Algarve entre 25 e 28 de Fevereiro de 2010, entretanto, os testes foram cancelados, segundo Zoran, por falta de pneus apropriados. No dia 3 de março, a FIA anunciou oficialmente que a equipe USF1 não competiria na temporada de 2010, porém, neste mesmo comunicado, a FIA declarou que não haveria substituição da equipe, sendo assim, os planos de Stefanovic estrearem em 2010 chegaram ao fim.

- Superfund Formula One - uma nova equipe criada pelo piloto Alexander Wurz e financiados por Christian Baha, proprietário do Superfund Group.

- Lotus Racing - O nome Lotus volta à Fórmula após 16 anos. Porém, a atual equipe não tem ligação com a antiga Team Lotus, apenas o nome será usado pela nova equipe financiada por uma empresa malaia (Air Asia).

- USF1 - Um grupo liderado pelo designer Ken Anderson e antigo empregado da Williams e jornalista do canal Speed Channel, Peter Windsor. O projeto foi lançado sob o nome de "USF1". A equipe conseguiu garantir sua inscrição na temporada 2010, porém, em março, devido a falta de patrocinios e atrasos no projeto, a equipe encerrou seus trabalhos para a F1.

- Campos Meta 1 - O ex-piloto Adrián Campos apresentou uma entrada para sua equipe em conjunto com a Meta Image, mas não teve sucesso.

## Calendário oficial
Divulgado em 11 de dezembro de 2009 pela FIA.
| Ronda | Nome da corrida                                    | Grande Prémio       | Circuito                         | Cidade / Localização | Data           | Hora  | Hora  | Hora             | Nº de voltas |
| Ronda | Nome da corrida                                    | Grande Prémio       | Circuito                         | Cidade / Localização | Data           | Local | GMT   | Brasília (UTC-3) | Nº de voltas |
| ----- | -------------------------------------------------- | ------------------- | -------------------------------- | -------------------- | -------------- | ----- | ----- | ---------------- | ------------ |
| 1     | Grande Prêmio Gulf Air do Barém                    | GP do Barém         | Circuito Internacional do Barém  | Sakhir, Manama       | 14 de março    | 15:00 | 12:00 | 9:00             | 49           |
| 2     | Grande Prêmio Qantas da Austrália                  | GP da Austrália     | Circuito de Albert Park          | Melbourne            | 28 de março    | 17:00 | 6:00  | 3:00             | 58           |
| 3     | Grande Prêmio Petronas da Malásia                  | GP da Malásia       | Circuito Internacional de Sepang | Sepang               | 4 de abril     | 16:00 | 8:00  | 5:00             | 56           |
| 4     | Grande Prêmio da China                             | GP da China         | Circuito Internacional de Xangai | Xangai               | 18 de abril    | 15:00 | 7:00  | 4:00             | 56           |
| 5     | Grande Prêmio Telefónica da Espanha                | GP da Espanha       | Circuito da Catalunha            | Barcelona            | 9 de maio      | 14:00 | 12:00 | 9:00             | 66           |
| 6     | Grande Prêmio de Mônaco                            | GP de Mônaco        | Circuito de Monte Carlo          | Monte Carlo          | 16 de maio     | 14:00 | 12:00 | 9:00             | 78           |
| 7     | Grande Prêmio da Turquia                           | GP da Turquia       | Istanbul Park                    | Istambul             | 30 de maio     | 15:00 | 13:00 | 9:00             | 58           |
| 8     | Grande Prêmio do Canadá                            | GP do Canadá        | Circuito Gilles Villeneuve       | Montreal             | 13 de junho    | 15:00 | 20:00 | 17:00            | 70           |
| 9     | Grande Prêmio Telefónica da Europa                 | GP da Europa        | Circuito Urbano de Valência      | Valência             | 27 de junho    | 14:00 | 12:00 | 9:00             | 57           |
| 10    | Grande Prêmio Telefónica Santander da Grã-Bretanha | GP da Grã-Bretanha  | Circuito de Silverstone          | Silverstone          | 11 de julho    | 13:00 | 12:00 | 9:00             | 65           |
| 11    | Grande Prêmio Santander da Alemanha                | GP da Alemanha      | Hockenheimring                   | Hockenheim           | 25 de julho    | 14:00 | 12:00 | 9:00             | 67           |
| 12    | Grande Prêmio da Hungria                           | GP da Hungria       | Hungaroring                      | Budapeste            | 1 de agosto    | 14:00 | 12:00 | 9:00             | 70           |
| 13    | Grande Prêmio da Bélgica                           | GP da Bélgica       | Spa-Francorchamps                | Spa                  | 29 de agosto   | 14:00 | 12:00 | 9:00             | 44           |
| 14    | Grande Prêmio Santander da Itália                  | GP da Itália        | Autodromo Nazionale Monza        | Monza                | 12 de setembro | 14:00 | 12:00 | 9:00             | 53           |
| 15    | SingTel Grande Prêmio de Singapura                 | GP de Singapura     | Marina Bay Street Circuit        | Singapura            | 26 de setembro | 20:00 | 12:00 | 9:00             | 61           |
| 16    | Grande Prêmio Fuji Television do Japão             | GP do Japão         | Circuito de Suzuka               | Suzuka               | 10 de outubro  | 15:00 | 6:00  | 3:00             | 53           |
| 17    | Grande Prêmio da Coreia do Sul                     | GP da Coreia do Sul | Circuito Internacional da Coreia | Yeongam              | 24 de outubro  | 15:00 | 6:00  | 3:00             | 55           |
| 18    | Grande Prêmio Petrobras do Brasil                  | GP do Brasil        | Autódromo de Interlagos          | São Paulo            | 7 de novembro  | 14:00 | 17:00 | 14:00            | 71           |
| 19    | Grande Prêmio Etihad Airways de Abu Dhabi          | GP de Abu Dhabi     | Circuito de Yas Marina           | Abu Dhabi            | 14 de novembro | 17:00 | 13:00 | 10:00            | 55           |

## Calendário de lançamento das equipes
Lista das equipes que já confirmaram o lançamento de seus carros para a Temporada:
| Equipe                    | Data            | Local                    |
| ------------------------- | --------------- | ------------------------ |
| Mercedes                  | 25 de janeiro   | Stuttgart, Alemanha      |
| Ferrari                   | 28 de janeiro   | Maranello, Itália        |
| McLaren-Mercedes          | 29 de janeiro   | Reino Unido              |
| BMW Sauber-Ferrari        | 31 de janeiro   | Valencia, Espanha        |
| Renault                   | 31 de janeiro   | Valencia, Espanha        |
| Williams-Cosworth         | 1 de fevereiro  | Valencia, Espanha        |
| Toro Rosso-Ferrari        | 1 de fevereiro  | Valencia, Espanha        |
| Virgin Racing-Cosworth    | 3 de fevereiro  | Silverstone, Inglaterra1 |
| Red Bull-Renault          | 10 de fevereiro | Jerez, Espanha           |
| Force India-Mercedes      | 12 de fevereiro | Jerez, Espanha 2         |
| Lotus-Cosworth            | 12 de fevereiro | Londres, Reino Unido     |
| Hispania Racing-Cosworth3 | 4 de março      | Múrcia, Espanha          |

- ↑1 . A Virgin Racing apresentou o carro no seu website oficial e realizou testes privados nos dias 4 e 5 de fevereiro.
- ↑2 . A Force India também fará apresentação online, ao mesmo tempo da apresentação em pista.[85]
- ↑3 . A 27 de Janeiro de 2010, a equipe ainda sob o nome de Campos Meta 1 admitiu atrasos na construção do seu carro e pagamentos monetários podem significar que a equipa pode falhar os testes de Fevereiro e a data de lançamento do carro pode ser apenas em vésperas do primeiro GP.[86] A equipe havia marcado seu shakedown para 17 de fevereiro, entretanto, este foi adiado. No final de fevereiro José Ramón Carabante assumiu controle da equipe, retomando o processo de contratação de piltos e remarcou a apresentação, onde também foi oficializada a mudança do nome da equipe para Hispania Racing Team (HRT-F1).

## Testes de pré-temporada
As sessões de teste foram confirmadas para Valencia (1-3 de fevereiro), Jerez (10-13 e 17-20 de fevereiro) e Catalunha (25-28 de fevereiro).
Quanto a testes privados, a Virgin Racing marcou testes em Silverstone para os dias 4 e 5 de Fevereiro, depois do lançamento do seu carro para 2010. Também a Stefan GP marcou testes privados, apesar de ainda não saber se estaria presente no grid em 2010. O teste foi marcado para o Autódromo Internacional do Algarve (Portimão, Portugal) para os dias 25 a 28 de Fevereiro.
(Em negrito, a volta mais rapida de cada sessão)
| Sessão | Data            | Local                         | Circuito  | Piloto mais rápido | Equipe             | Melhor tempo | Voltas |
| ------ | --------------- | ----------------------------- | --------- | ------------------ | ------------------ | ------------ | ------ |
| 1      | 1 de fevereiro  | Cheste, Espanha               | Valencia  | Felipe Massa       | Ferrari            | 1:12.574     | 102    |
| 1      | 2 de fevereiro  | Cheste, Espanha               | Valencia  | Felipe Massa       | Ferrari            | 1:11.722     | 124    |
| 1      | 3 de fevereiro  | Cheste, Espanha               | Valencia  | Fernando Alonso    | Ferrari            | 1:11:470     | 127    |
|        |                 |                               |           |                    |                    |              |        |
| 2      | 10 de fevereiro | Jerez de la Frontera, Espanha | Jerez     | Nico Rosberg       | Mercedes           | 1:20:927     | 57     |
| 2      | 11 de fevereiro | Jerez de la Frontera, Espanha | Jerez     | Kamui Kobayashi    | BMW Sauber-Ferrari | 1:19:950     | 103    |
| 2      | 12 de fevereiro | Jerez de la Frontera, Espanha | Jerez     | Jaime Alguersuari  | Toro Rosso-Ferrari | 1:19:919     | 76     |
| 2      | 13 de fevereiro | Jerez de la Frontera, Espanha | Jerez     | Lewis Hamilton     | McLaren-Mercedes   | 1:19:583     | 113    |
|        |                 |                               |           |                    |                    |              |        |
| 3      | 17 de fevereiro | Jerez de la Frontera, Espanha | Jerez     | Sebastian Vettel   | Red Bull-Renault   | 1:22:593     | 99     |
| 3      | 18 de fevereiro | Jerez de la Frontera, Espanha | Jerez     | Rubens Barrichello | Williams-Cosworth  | 1:27:145     | 98     |
| 3      | 19 de fevereiro | Jerez de la Frontera, Espanha | Jerez     | Mark Webber        | Red Bull-Renault   | 1:19:299     | 115    |
| 3      | 20 de fevereiro | Jerez de la Frontera, Espanha | Jerez     | Jenson Button      | McLaren-Mercedes   | 1:18:871     | 108    |
|        |                 |                               |           |                    |                    |              |        |
| 4      | 25 de fevereiro | Montmeló, Espanha             | Catalunha | Mark Webber        | Red Bull-Renault   | 1:21:487     | 109    |
| 4      | 26 de fevereiro | Montmeló, Espanha             | Catalunha | Nico Hulkenberg    | Williams-Cosworth  | 1:20:614     | 99     |
| 4      | 27 de fevereiro | Montmeló, Espanha             | Catalunha | Nico Rosberg       | Mercedes           | 1:20:686     | 128    |
| 4      | 28 de fevereiro | Montmeló, Espanha             | Catalunha | Lewis Hamilton     | McLaren-Mercedes   | 1:20:472     | 134    |

## Resultados

### Pilotos
| Pos | Piloto             | Equipe (a)  | BAR | AUS | MAL | CHN | ESP | MON | TUR | CAN | EUR | GBR | GER | HUN | BEL | ITA | SIN | JPN | KOR | BRA | ABD | Pts |
| --- | ------------------ | ----------- | --- | --- | --- | --- | --- | --- | --- | --- | --- | --- | --- | --- | --- | --- | --- | --- | --- | --- | --- | --- |
| 1   | Sebastian Vettel   | Red Bull    | 4   | Ret | 1   | 6   | 3   | 2   | Ret | 4   | 1   | 7   | 3   | 3   | 15  | 4   | 2   | 1   | Ret | 1   | 1   | 256 |
| 2   | Fernando Alonso    | Ferrari     | 1   | 4   | 13* | 4   | 2   | 6   | 8   | 3   | 8   | 14  | 1   | 2   | Ret | 1   | 1   | 3   | 1   | 3   | 7   | 252 |
| 3   | Mark Webber        | Red Bull    | 8   | 9   | 2   | 8   | 1   | 1   | 3   | 5   | Ret | 1   | 6   | 1   | 2   | 6   | 3   | 2   | Ret | 2   | 8   | 242 |
| 4   | Lewis Hamilton     | McLaren     | 3   | 6   | 6   | 2   | 14* | 5   | 1   | 1   | 2   | 2   | 4   | Ret | 1   | Ret | Ret | 5   | 2   | 4   | 2   | 240 |
| 5   | Jenson Button      | McLaren     | 7   | 1   | 8   | 1   | 5   | Ret | 2   | 2   | 3   | 4   | 5   | 8   | Ret | 2   | 4   | 4   | 12  | 5   | 3   | 214 |
| 6   | Felipe Massa       | Ferrari     | 2   | 3   | 7   | 9   | 6   | 4   | 7   | 15  | 11  | 15  | 2   | 4   | 4   | 3   | 8   | Ret | 3   | 15  | 10  | 144 |
| 7   | Nico Rosberg       | Mercedes    | 5   | 5   | 3   | 3   | 13  | 7   | 5   | 6   | 10  | 3   | 8   | Ret | 6   | 5   | 5   | 17* | Ret | 6   | 4   | 142 |
| 8   | Robert Kubica      | Renault     | 11  | 2   | 4   | 5   | 8   | 3   | 6   | 7   | 5   | Ret | 7   | Ret | 3   | 8   | 7   | Ret | 5   | 9   | 5   | 136 |
| 9   | Michael Schumacher | Mercedes    | 6   | 10  | Ret | 10  | 4   | 12  | 4   | 11  | 15  | 9   | 9   | 11  | 7   | 9   | 13  | 6   | 4   | 7   | Ret | 72  |
| 10  | Rubens Barrichello | Williams    | 10  | 8   | 12  | 12  | 9   | Ret | 14  | 14  | 4   | 5   | 12  | 10  | Ret | 10  | 6   | 9   | 7   | 14  | 12  | 47  |
| 11  | Adrian Sutil       | Force India | 12  | Ret | 5   | 11  | 7   | 8   | 9   | 10  | 6   | 8   | 17  | Ret | 5   | 16  | 9   | Ret | Ret | 12  | 13  | 47  |
| 12  | Kamui Kobayashi    | Sauber      | Ret | Ret | Ret | Ret | 12  | Ret | 10  | Ret | 7   | 6   | 11  | 9   | 8   | Ret | Ret | 7   | 8   | 10  | 14  | 32  |
| 13  | Vitaly Petrov      | Renault     | Ret | Ret | Ret | 7   | 11  | Ret | 15  | 17  | 14  | 13  | 10  | 5   | 9   | 13  | 11  | Ret | Ret | 16  | 6   | 27  |
| 14  | Nico Hülkenberg    | Williams    | 14  | Ret | 10  | 15  | 16  | Ret | 17  | 13  | Ret | 10  | 13  | 6   | 14  | 7   | 10  | Ret | 10  | 8   | 16  | 22  |
| 15  | Vitantonio Liuzzi  | Force India | 9   | 7   | Ret | Ret | 15  | 9   | 13  | 9   | 16  | 11  | 16  | 13  | 10  | 12  | Ret | Ret | 6   | Ret | Ret | 21  |
| 16  | Sébastien Buemi    | STR         | 16* | Ret | 11  | Ret | Ret | 10  | 16  | 8   | 9   | 12  | Ret | 12  | 12  | 11  | 14  | 10  | Ret | 13  | 15  | 8   |
| 17  | Pedro de la Rosa   | Sauber      | Ret | 12  | NL  | Ret | Ret | Ret | 11  | Ret | 12  | Ret | 14  | 7   | 11  | 14  |     |     |     |     |     | 6   |
| 18  | Nick Heidfeld      | Sauber      |     |     |     |     |     |     |     |     |     |     |     |     |     |     | Ret | 8   | 9   | 17  | 11  | 6   |
| 19  | Jaime Alguersuari  | STR         | 13  | 11  | 9   | 13  | 10  | 11  | 12  | 12  | 13  | Ret | 15  | Ret | 13  | 15  | 12  | 11  | 11  | 11  | 9   | 5   |
| 20  | Heikki Kovalainen  | Lotus       | 15  | 13  | Ret | 14  | Ret | Ret | Ret | 16  | Ret | 17  | Ret | 14  | 16  | 18  | 16* | 12  | 13  | 18  | 17  | 0   |
| 21  | Jarno Trulli       | Lotus       | 17* | NL  | 17  | Ret | 17  | Ret | Ret | Ret | 21  | 16  | Ret | 15  | 19  | Ret | Ret | 13  | Ret | 19  | 21  | 0   |
| 22  | Karun Chandhok     | HRT         | Ret | 14  | 15  | 17  | Ret | 14* | 20* | 18  | 18  | 19  |     |     |     |     |     |     |     |     |     | 0   |
| 23  | Bruno Senna        | HRT         | Ret | Ret | 16  | 16  | Ret | Ret | Ret | Ret | 20  | NP  | 19  | 17  | Ret | Ret | Ret | 15  | 14  | 21  | 19  | 0   |
| 24  | Lucas di Grassi    | Virgin      | Ret | Ret | 14  | Ret | 19  | Ret | 19  | 19  | 17  | Ret | Ret | 18  | 17  | Ret | 15  | NL  | Ret | NC  | 18  | 0   |
| 25  | Timo Glock         | Virgin      | Ret | Ret | Ret | NL  | 18  | Ret | 18  | Ret | 19  | 18  | 18  | 16  | 18  | 17  | Ret | 14  | Ret | 20  | Ret | 0   |
| 26  | Sakon Yamamoto     | HRT         |     |     |     |     |     |     | AT  |     |     | 20  | Ret | 19  | 20  | 19  | NP  | 16  | 15  | NP  |     | 0   |
| 27  | Christian Klien    | HRT         |     |     |     |     | AT  |     |     |     | AT  |     |     |     |     |     | Ret |     |     | 22  | 20  | 0   |
| Pos | Piloto             | Equipe (a)  | BAR | AUS | MAL | CHN | ESP | MON | TUR | CAN | EUR | GBR | GER | HUN | BEL | ITA | SIN | JPN | KOR | BRA | ABD | Pts |

| Cor        | Resultado             |
| ---------- | --------------------- |
| Ouro       | Vencedor              |
| Prata      | 2.º lugar             |
| Bronze     | 3.º lugar             |
| Verde      | Terminou, nos pontos  |
| Azul       | Terminou, sem pontos  |
| Púrpura    | Ret – Retirou-se      |
| Vermelho   | NQ – Não qualificado  |
| Preto      | DSQ – Desqualificado  |
| Branco     | NL – Não largou       |
| Branco     | C – Corrida cancelada |
| Azul claro | AT – Apenas Treino    |
| Sem cor    | NP – Não participou   |
| Sem cor    | Les – Lesionado       |
| Sem cor    | EX – Excluído         |

* = Classificado pois completou 90% ou mais da prova.

### Construtores
| Pos | Construtor           | Carro | BAR | AUS | MAL | CHN | ESP | MON | TUR | CAN | EUR | GBR | GER | HUN | BEL | ITA | SIN | JPN | KOR | BRA | ABD | Pts |
| --- | -------------------- | ----- | --- | --- | --- | --- | --- | --- | --- | --- | --- | --- | --- | --- | --- | --- | --- | --- | --- | --- | --- | --- |
| 1   | Red Bull-Renault     | 5     | 4   | Ret | 1   | 6   | 3   | 2   | Ret | 4   | 1   | 7   | 3   | 3   | 15  | 4   | 2   | 1   | Ret | 1   | 1   | 498 |
| 1   | Red Bull-Renault     | 6     | 8   | 9   | 2   | 8   | 1   | 1   | 3   | 5   | Ret | 1   | 6   | 1   | 2   | 6   | 3   | 2   | Ret | 2   | 8   | 498 |
| 2   | McLaren-Mercedes     | 1     | 7   | 1   | 8   | 1   | 5   | Ret | 2   | 2   | 3   | 4   | 5   | 8   | Ret | 2   | 4   | 4   | 12  | 5   | 3   | 454 |
| 2   | McLaren-Mercedes     | 2     | 3   | 6   | 6   | 2   | 14† | 5   | 1   | 1   | 2   | 2   | 4   | Ret | 1   | Ret | Ret | 5   | 2   | 4   | 2   | 454 |
| 3   | Ferrari              | 7     | 2   | 3   | 7   | 9   | 6   | 4   | 7   | 15  | 11  | 15  | 2   | 4   | 4   | 3   | 8   | Ret | 3   | 15  | 10  | 396 |
| 3   | Ferrari              | 8     | 1   | 4   | 13† | 4   | 2   | 6   | 8   | 3   | 8   | 14  | 1   | 2   | Ret | 1   | 1   | 3   | 1   | 3   | 7   | 396 |
| 4   | Mercedes             | 3     | 6   | 10  | Ret | 10  | 4   | 12  | 4   | 11  | 15  | 9   | 9   | 11  | 7   | 9   | 13  | 6   | 4   | 7   | Ret | 214 |
| 4   | Mercedes             | 4     | 5   | 5   | 3   | 3   | 13  | 7   | 5   | 6   | 10  | 3   | 8   | Ret | 6   | 5   | 5   | 17† | Ret | 6   | 5   | 214 |
| 5   | Renault              | 11    | 11  | 2   | 4   | 5   | 8   | 3   | 6   | 7   | 5   | Ret | 7   | Ret | 3   | 8   | 7   | Ret | 5   | 9   | 5   | 163 |
| 5   | Renault              | 12    | Ret | Ret | Ret | 7   | 11  | 13† | 15  | 17  | 14  | 13  | 10  | 5   | 9   | 13  | 11  | Ret | Ret | 16  | 6   | 163 |
| 6   | Williams-Cosworth    | 9     | 10  | 8   | 12  | 12  | 9   | Ret | 14  | 14  | 4   | 5   | 12  | 10  | Ret | 10  | 6   | 9   | 7   | 14  | 12  | 69  |
| 6   | Williams-Cosworth    | 10    | 14  | Ret | 10  | 15  | 16  | Ret | 17  | 13  | Ret | 10  | 13  | 6   | 14  | 7   | 10  | Ret | 10  | 8   | 16  | 69  |
| 7   | Force India-Mercedes | 14    | 12  | Ret | 5   | 11  | 7   | 8   | 9   | 10  | 6   | 8   | 17  | Ret | 5   | 16  | 9   | Ret | Ret | 12  | 13  | 68  |
| 7   | Force India-Mercedes | 15    | 9   | 7   | Ret | Ret | 15† | 9   | 13  | 9   | 16  | 11  | 16  | 13  | 10  | 12  | Ret | Ret | 6   | Ret | Ret | 68  |
| 8   | BMW Sauber-Ferrari   | 22    | Ret | 12  | DNS | Ret | Ret | Ret | 11  | Ret | 12  | Ret | 14  | 7   | 11  | 14  | Ret | 8   | 9   | 17  | 11  | 44  |
| 8   | BMW Sauber-Ferrari   | 23    | Ret | Ret | Ret | Ret | 12  | Ret | 10  | Ret | 7   | 6   | 11  | 9   | 8   | Ret | Ret | 7   | 8   | 10  | 14  | 44  |
| 9   | Toro Rosso-Ferrari   | 16    | 16† | Ret | 11  | Ret | Ret | 10  | 16  | 8   | 9   | 12  | Ret | 12  | 12  | 11  | 14  | 10  | Ret | 13  | 15  | 13  |
| 9   | Toro Rosso-Ferrari   | 17    | 13  | 11  | 9   | 13  | 10  | 11  | 12  | 12  | 13  | Ret | 15  | Ret | 13  | 15  | 12  | 11  | 11  | 11  | 9   | 13  |
| 10  | Lotus-Cosworth       | 18    | 17† | DNS | 17  | Ret | 17  | 15† | Ret | Ret | 21  | 16  | Ret | 15  | 19  | Ret | Ret | 13  | Ret | 19  | 21† | 0   |
| 10  | Lotus-Cosworth       | 19    | 15  | 13  | NC  | 14  | DNS | Ret | Ret | 16  | Ret | 17  | Ret | 14  | 16  | 18  | 16† | 12  | 13  | 18  | 17  | 0   |
| 11  | HRT-Cosworth         | 20    | Ret | 14  | 15  | 17  | Ret | 14† | 20† | 18  | 18  | 19  | Ret | 19  | 20  | 19  | Ret | 16  | 15  | 22  | 20  | 0   |
| 11  | HRT-Cosworth         | 21    | Ret | Ret | 16  | 16  | Ret | Ret | Ret | Ret | 20  | 20  | 19  | 17  | Ret | Ret | Ret | 15  | 14  | 21  | 19  | 0   |
| 12  | Virgin-Cosworth      | 24    | Ret | Ret | Ret | DNS | 18  | Ret | 18  | Ret | 19  | 18  | 18  | 16  | 18  | 17  | Ret | 14  | Ret | 20  | Ret | 0   |
| 12  | Virgin-Cosworth      | 25    | Ret | Ret | 14  | Ret | 19  | Ret | 19  | 19  | 17  | Ret | Ret | 18  | 17  | 20  | 15  | DNS | Ret | NC  | 18  | 0   |
| Pos | Construtor           | Carro | BAR | AUS | MAL | CHN | ESP | MON | TUR | CAN | EUR | GBR | GER | HUN | BEL | ITA | SIN | JPN | KOR | BRA | ABD | Pts |

| Cor        | Resultado             |
| ---------- | --------------------- |
| Ouro       | Vencedor              |
| Prata      | 2.º lugar             |
| Bronze     | 3.º lugar             |
| Verde      | Terminou, nos pontos  |
| Azul       | Terminou, sem pontos  |
| Púrpura    | Ret – Retirou-se      |
| Vermelho   | NQ – Não qualificado  |
| Preto      | DSQ – Desqualificado  |
| Branco     | NL – Não largou       |
| Branco     | C – Corrida cancelada |
| Azul claro | AT – Apenas Treino    |
| Sem cor    | NP – Não participou   |
| Sem cor    | Les – Lesionado       |
| Sem cor    | EX – Excluído         |

† = Classificado pois completou 90% ou mais da prova.

### Por Grande Prêmio
| GP | Grande Prêmio                  | Pole Position    | Volta mais rápida | Vencedor         | Equipe           | Descrição |
| -- | ------------------------------ | ---------------- | ----------------- | ---------------- | ---------------- | --------- |
| 1  | Grande Prêmio do Barém         | Sebastian Vettel | Fernando Alonso   | Fernando Alonso  | Ferrari          | Descrição |
| 2  | Grande Prêmio da Austrália     | Sebastian Vettel | Mark Webber       | Jenson Button    | McLaren-Mercedes | Descrição |
| 3  | Grande Prêmio da Malásia       | Mark Webber      | Mark Webber       | Sebastian Vettel | Red Bull-Renault | Descrição |
| 4  | Grande Prêmio da China         | Sebastian Vettel | Lewis Hamilton    | Jenson Button    | McLaren-Mercedes | Descrição |
| 5  | Grande Prêmio da Espanha       | Mark Webber      | Lewis Hamilton    | Mark Webber      | Red Bull-Renault | Descrição |
| 6  | Grande Prêmio de Mônaco        | Mark Webber      | Sebastian Vettel  | Mark Webber      | Red Bull-Renault | Descrição |
| 7  | Grande Prêmio da Turquia       | Mark Webber      | Vitaly Petrov     | Lewis Hamilton   | McLaren-Mercedes | Descrição |
| 8  | Grande Prêmio do Canadá        | Lewis Hamilton   | Robert Kubica     | Lewis Hamilton   | McLaren-Mercedes | Descrição |
| 9  | Grande Prêmio da Europa        | Sebastian Vettel | Jenson Button     | Sebastian Vettel | Red Bull-Renault | Descrição |
| 10 | Grande Prêmio da Grã-Bretanha  | Sebastian Vettel | Fernando Alonso   | Mark Webber      | Red Bull-Renault | Descrição |
| 11 | Grande Prêmio da Alemanha      | Sebastian Vettel | Sebastian Vettel  | Fernando Alonso  | Ferrari          | Descrição |
| 12 | Grande Prêmio da Hungria       | Sebastian Vettel | Sebastian Vettel  | Mark Webber      | Red Bull-Renault | Descrição |
| 13 | Grande Prêmio da Bélgica       | Mark Webber      | Lewis Hamilton    | Lewis Hamilton   | McLaren-Mercedes | Descrição |
| 14 | Grande Prêmio da Itália        | Fernando Alonso  | Fernando Alonso   | Fernando Alonso  | Ferrari          | Descrição |
| 15 | Grande Prêmio de Singapura     | Fernando Alonso  | Fernando Alonso   | Fernando Alonso  | Ferrari          | Descrição |
| 16 | Grande Prêmio do Japão         | Sebastian Vettel | Mark Webber       | Sebastian Vettel | Red Bull-Renault | Descrição |
| 17 | Grande Prêmio da Coreia do Sul | Sebastian Vettel | Fernando Alonso   | Fernando Alonso  | Ferrari          | Descrição |
| 18 | Grande Prêmio do Brasil        | Nico Hulkenberg  | Lewis Hamilton    | Sebastian Vettel | Red Bull-Renault | Descrição |
| 19 | Grande Prêmio de Abu Dhabi     | Sebastian Vettel | Lewis Hamilton    | Sebastian Vettel | Red Bull-Renault | Descrição |

## Regulamento

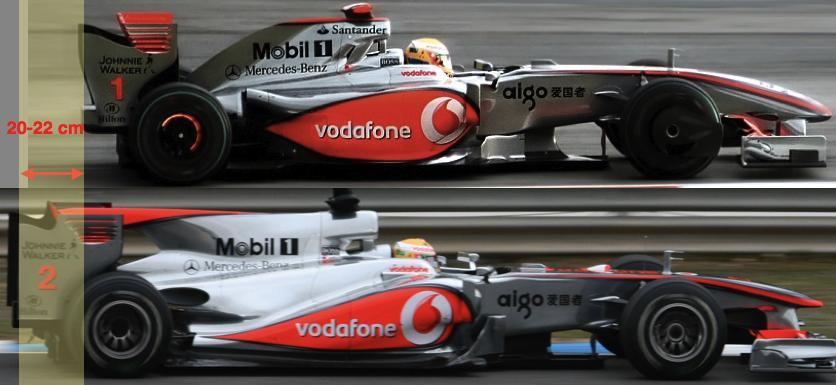
Comparação entre os modelos de 2009 e 2010.

Devido ao fim do reabastecimento, os carros sofreram modificações visando acomodar mais combustível. Por essa razão, nenhuma das equipes utilizou o KERS (Sistema de Recuperação de Energia Cinética, sigla em inglês). A FIA aumentou o peso mínimo dos carros de 605 para 620 kg, entretanto, foi proibido divulgar o peso dos carros no início de cada GP.
O novo regulamento também explica que se um piloto utilizar mais de oito motores, perderá dez lugares no grid do primeiro GP em que o motor adicional for usado. Se dois motores adicionais forem utilizados em um mesmo GP, o piloto perderá dez lugares nos grids dos dois próximos GPs

### Pneus
Permanecem os pneus slicks, que voltaram a ser utilizados na temporada de 2009. Os pneus dianteiros foram reduzidos de 270 milímetros para 245 milímetros de modo a melhorar o equilíbrio de aderência entre a frente e a traseira.
Os dez melhores pilotos da qualificação (etapa Q3) deverão começar a corrida com os mesmos pneus com que fizeram os seus melhores tempos na última sessão de qualificação. Segundo o novo regulamento, as equipes terão também que utilizar um jogo de pneus antes da segunda sessão e outros dois antes da terceira sessão. Cada equipe receberá 11 jogos de pneus.
No fim de semana de corrida cada piloto tem acesso a 11 jogos de pneus para tempo seco (seis de especificação dura e cinco de especificação macia), quatro jogos de pneus intermediários e três conjuntos de pneus de chuva.

### Sistema de pontuação
A Temporada 2010 marca o início de um novo esquema de pontuação, que passa a premiar até o 10º colocado em cada Grande Prêmio.
| Sistema de pontuação | Sistema de pontuação | Sistema de pontuação | Sistema de pontuação | Sistema de pontuação | Sistema de pontuação | Sistema de pontuação | Sistema de pontuação | Sistema de pontuação | Sistema de pontuação | Sistema de pontuação |
| Posição              | 1º                   | 2º                   | 3º                   | 4º                   | 5º                   | 6º                   | 7º                   | 8º                   | 9º                   | 10º                  |
| -------------------- | -------------------- | -------------------- | -------------------- | -------------------- | -------------------- | -------------------- | -------------------- | -------------------- | -------------------- | -------------------- |
| Antigo               | 10                   | 8                    | 6                    | 5                    | 4                    | 3                    | 2                    | 1                    |                      |                      |
| Novo                 | 25                   | 18                   | 15                   | 12                   | 10                   | 8                    | 6                    | 4                    | 2                    | 1                    |

## Safety car
O Safety car da Temporada 2010 da F1 foi o Mercedes-Benz SLS AMG, substituindo o SL 63 AMG, usado nas temporadas de 2008 e 2009, enquanto o carro médico será um C63 AMG. Será guiado pelo alemão Bernd Maylander, de 38 anos, ao lado do co-piloto inglês Pete Tibbets, 44 anos.